# Cariboo (ancienne circonscription fédérale)
Pour les articles homonymes, voir Cariboo (homonymie).
Circonscription électorale fédérale du Canada
Cariboo est une ancienne circonscription électorale fédérale de la Colombie-Britannique, représentée de 1871 à 1892 et de 1917 à 1968.
La circonscription de Cariboo est créée en 1871 lorsque la Colombie-Britannique rejoint la Confédération canadienne. Abolie en 1892, elle est fusionnée parmi Yale—Cariboo. 
La circonscription réapparait en 1914 d'une partie de Yale—Cariboo. À nouveau abolie en 1966, elle est redistribuée parmi Coast Chilcotin, Kamloops—Cariboo, Prince George—Peace River et Skeena.

## Géographie
En 1871, la circonscription de Cariboo comprenait :
- Les plateaux de Cariboo et de Lillooet
- La frontière nord de la circonscription de Vancouver et plus tard de North Vancouver
- Les villages de Pemberton, Squamish, Britannia Beach et de Port Douglas

## Députés
| Législature                                                                                              | Années    | Député     | Député                   | Parti                     |
| Cariboo                                                                                                  | Cariboo   | Cariboo    | Cariboo                  | Cariboo                   |
| --- | --------- | ---------- | ------------------------ | ------------------------- |
| 2e | 1872–1874 |            | Joshua Spencer Thompson  | Libéral-conservateur      |
| 3e | 1874–1878 |            | Joshua Spencer Thompson  | Libéral-conservateur      |
| 4e | 1878–1881 |            | Joshua Spencer Thompson  | Libéral-conservateur      |
| 4e | 1881–1882 | James Reid |                          | Libéral-conservateur      |
| 5e | 1882–1887 | James Reid |                          | Libéral-conservateur      |
| 6e | 1887–1888 | James Reid |                          | Libéral-conservateur      |
| 6e | 1888–1891 |            | Francis Stillman Barnard | Conservateur              |
| 7e | 1891–1896 |            | Francis Stillman Barnard | Conservateur              |
| Circonscription abolie dans Yale—Cariboo                                                                 |           |            |                          |                           |
| Circonscription recréée de Yale—Cariboo                                                                  |           |            |                          |                           |
| 13e | 1917–1921 |            | Frederick John Fulton    | Unioniste                 |
| 14e | 1921–1925 |            | Thomas George McBride    | Progressiste              |
| 15e | 1925–1926 |            | John Fraser              | Conservateur              |
| 16e | 1926–1930 |            | John Fraser              | Conservateur              |
| 17e | 1930–1935 |            | John Fraser              | Conservateur              |
| 18e | 1935–1940 |            | James Gray Turgeon       | Libéral                   |
| 19e | 1940–1945 |            | James Gray Turgeon       | Libéral                   |
| 20e | 1945–1949 |            | William Irvine           | Social-démocrate          |
| 21e | 1949–1953 |            | George Matheson Murray   | Libéral                   |
| 22e | 1953–1957 |            | Bert Leboe               | Crédit social             |
| 23e | 1957–1958 |            | Bert Leboe               | Crédit social             |
| 24e | 1958–1962 |            | Walter Henderson         | Progressiste-conservateur |
| 25e | 1962–1963 |            | Bert Leboe               | Crédit social             |
| 26e | 1963–1965 |            | Bert Leboe               | Crédit social             |
| 27e | 1965–1968 |            | Bert Leboe               | Crédit social             |
| Circonscription redistribuée dans Coast Chilcotin, Kamloops—Cariboo, Prince George—Peace River et Skeena |           |            |                          |                           |

## Résultats politiques
1917-1968
1872-1896